# The Girl of the Golden West
The Girl of the Golden West er en amerikansk stumfilm fra 1915 af Cecil B. DeMille.

## Medvirkende
- Mabel Van Buren.
- Theodore Roberts som Jack Rance.
- House Peters som Ramerrez.
- Anita King som Wowkle.
- Sydney Deane som Sidney Duck.